# Сьюча
Сьюча — река в Тверской области России, протекает по территории Спировского и Вышневолоцкого районов. Устье реки находится в 67 км по правому берегу реки Волчины. Длина реки составляет 20 км, площадь водосборного бассейна — 156 км².

## Данные водного реестра
По данным государственного водного реестра России относится к Верхневолжскому бассейновому округу, водохозяйственный участок реки — Молога от истока и до устья, речной подбассейн реки — Реки бассейна Рыбинского водохранилища. Речной бассейн реки — (Верхняя) Волга до Куйбышевского водохранилища (без бассейна Оки).
Код объекта в государственном водном реестре — 08010200112110000005811.